# Вулиця Костя Гордієнка (Херсон)
Вулиця Костя Гордієнка — вулиця в мікрорайоні Шуменський, Корабельного району міста Херсон. Діловий і торговий центр Шуменського мікрорайону. Починається від провулка Молочна балка й закінчується вулицею Миколи Куліша. До вулиці прилучаються: провулок Островський, вулиця Фрітаун, вулиця Миколи Куліша. Вулицю перетинають: вулиця Фонтанна, вулиця Фінансистів, вулиця Івана Богуна, проспект Святих Кирила та Мефодія.
У квітні 2024 в рамках кампанії деколонізації, що була спричинена широкомасштабним російським вторгнення в Україну, вулиця була названа на честь кошового отамана Запорозької Січі Костя Гордієнка.
Протяжність — 1,3 км. Вулиця забудована переважно п'яти- та дев'ятиповерховими будинками.
На початку вулиці Гордієнка на фасаді дев'ятиповерхового будинку № 1 можна побачити меморіальну таблицю з таким текстом: «Вулиця названа на честь відомого радянського письменника і драматурга Бориса Андрійовича Лавреньова — уродженця Херсона (1891—1959)».

## Об'єкти та будівлі
- буд. № 6 — Херсонський ясла-садок компенсуючого типу № 37 «Розумний гном».
- буд. № 9А — Херсонський ясла-садок компенсуючого типу № 60 «Теремок».
- буд. № 9Б — Херсонська загальноосвітня школа І-ІІІ ступенів № 55.
- буд. № 10 — Херсонський заклад дошкільної освіти комбінованого типу № 22.
- буд. № 17 — Шуменський ринок.
- буд. № 22А — Херсонський заклад дошкільної освіти № 2 музично-естетичного профілю «Перлинка».
- буд. № 27Б — Херсонський ясла-садок № 40.